# Estêvão Zaccaria
Estêvão Zaccaria foi o irmão mais jovem do último príncipe da Acaia, Centurião II Zaccaria, e arcebispo latino de Patras de 1404 até sua morte em 1424.

## Vida
Estêvão foi o mais jovem dos quatro filhos de Andrônico Asen Zaccaria, grão-condestável da Acaia e barão de Chalandritza e Arcádia. Em 1404, foi eleito como arcebispo latino de Patras. Em abril de 1404, o irmão mais velho de Estêvão, Centurião II Zaccaria, conseguiu substituir sua tia, Maria II Zaccaria, como governante do Principado da Acaia. Apesar de seu parentesco, Centurião e Estêvão não foram sempre aliados: em 1406–07, Estêvão aliou-se com Carlos I Tocco e o déspota da Moreia dos bizantinos, Tomás Paleólogo, nas tentativas mal sucedidas do último para derrubar Centurião e capturar seus domínios.
Em 1408, Estêvão, ameaçado pelos contínuos raides otomanos no Peloponeso e enfrentando dificuldades financeiras, decidiu arrendar a administração de Patras para a República de Veneza por cinco anos, em troca da taxa anual de 1 000 ducados. Este movimento adequou-se aos interesses estratégicos da República, pois junto com Lepanto, Patras deu-a controle da entrada do golfo de Corinto. Em 1418, ameaçado pelo avanço dos bizantinos na Messênia, Estêvão novamente virou-se para Veneza por proteção, chamando Veneza para enviar tropas do Negroponte para guarnecer Patras. A república aceitou, mas as tropas venezianas retiraram-se em 1419 devido a oposição do papa, que estava receoso de Patras, uma possessão da Igreja, cair permanentemente sob controle veneziano.
Confrontados com ofensivas renovadas dos bizantinos, no começo de 1422, Centurião e Estêvão contactaram os Cavaleiros Hospitalários, oferecendo a rendição de seus domínios a eles, mas os últimos recusaram se envolver, citando seus compromissos contra os otomanos no sul do Egeu. Veneza então tentou intervir e comprar o Peloponeso inteiro dos vários governante locais, ou ao menos organizar uma liga efetiva contra a ameaça otomana, mas as negociações em 1422–23 foram falhas. Em 8 de janeiro de 1424, em seu leito de morte, Estêvão colocou Patras sob proteção de Veneza, mas o papa, que continuou a opôr-se à crescente influência veneziana na área, nomeou Pandolfo Malatesta como sucessor de Estêvão em vez do clérigo veneziano. Cinco anos depois, Patras caiu para o déspota da Moreia, Constantino Paleólogo.